# Дік Адвокат
Дік Адвокат (нід. Dirk Nicolaas (Dick) Advocaat МФА: [ˈdɪk ɑtfoˑˈkaˑt] Ди́к Атфока́т; нар. 27 вересня 1947, Гаага, Нідерланди) — нідерландський футболіст і тренер. Нині очолює національну збірну Кюрасао.

## Життєпис
Народився 27 вересня 1947 року в Гаазі (Нідерланди).
Як гравець виступав на позиції опорного півзахисника за нідерландські клуби АДО «Ден Гааг» (з 1971 року — ФК «Ден Гааг») (1969/1973), «Роду» (1973/1976), «Венло» (1976/1979), «Спарта» (1980/1982), «Берхем спорт» (1982/1983), ФК «Утрехт» (1983/1984). Сезон 1979/1980 року провів в США в клубі «Чикаго Стінг».
У сезоні 1970/1971 року Дік Адвокат став бронзовим призером чемпіонату Нідерландів у складі АДО «Ден Гааг».
Кар'єру тренера Адвокат почав як асистент наставника національної збірної Нідерландів Рінуса Міхелса. Згодом очолював команду першого нідерландського дивізіону «Гарлем» і клуб «С. В. В. Дордрехт», який вивів з другого дивізіону в перший.
За рік до чемпіонату Європи 1992 року Адвокат повернувся до збірної в ролі другого тренера. На тій першості Нідерланди дійшли до півфіналу, де пропустили вперед майбутнього тріумфатора — команду Данії. Рінус Міхелс залишив посаду головного тренера, і Адвокат зайняв його місце. У 1994 році на чемпіонаті світу в США Нідерланди під його керівництвом поступилися тільки майбутньому переможцеві турніру — збірній Бразилії у чвертьфіналі (2:3).
Після невдалого старту відбіркового циклу Євро-96 Адвокат передав пост головного тренера збірної країни Гусу Хіддінку, а сам очолив ПСВ (Ейндговен) і привів клуб до перемоги в чемпіонаті Нідерландів (1996/1997), а також у розиграші національного кубка (1996/1997).
Тренерська кар'єра Адвоката продовжилася в Шотландії, де в перший же рік своєї роботи він добився з клубом «Глазго Рейнджерс» перемоги в чемпіонаті країни, в національному Кубку (1998/1999, 1999/2000) та в Кубку Ліги (1998/1999).
У листопаді 2002 року Дік Адвокат повернувся в збірну Нідерландів і вивів її у фінальну частину Євро-2004. На цьому турнірі нідерландці дійшли до півфіналу, де поступилися господарям чемпіонату — збірній Португалії. Після цього матчу Адвокат склав з себе повноваження головного тренера збірної і повернувся до клубної роботи, очоливши клуб німецької бундесліги Боруссія (Менхенгладбах).
У 2005 році Адвокат зайняв посаду головного тренера збірної ОАЕ. З осені 2005 по червень 2006 року — головний тренер збірної Південної Кореї, разом з якою виступив на чемпіонаті світу в Німеччині.
У червні 2006 року Дік Адвокат очолив Зеніт (Санкт-Петербург). Перший матч в ролі головного тренера команди провів 6 липня 2006 року проти московського «Динамо» (0:0).
Під керівництвом Адвоката «Зеніт» виграв чемпіонат Росії (2007), став володарем Кубка УЄФА і Суперкубка УЄФА (2008), Суперкубка Росії (2008).
10 серпня 2009 року керівництво футбольного клубу «Зеніт» і рада директорів вирішили відправити у відставку головного тренера команди Діка Адвоката після серії невдалих ігор команди в останніх турах чемпіонату Росії.
Планувалося, що нідерландець допрацює в «Зеніті» до грудня 2009 року, коли закінчиться його угода з російським клубом. Але в липні 2009 Адвокат офіційно підписав контракт з Королівським футбольним союзом Бельгії і з 1 січня 2010 року очолив національну збірну цієї країни.
Проте Адвокат недовго був на чолі бельгійців. 17 травня 2010 російська федерація футболу оголосила про підписання контракту, за яким Дік Адвокат очолив збірну Росії на два роки, замінивши на цій посаді іншого голландського фахівця Гуса Гіддінка.

## Відзнаки
За підсумками футбольного сезону 2008 року Дік Адвокат став другим у рейтингу найкращих клубних тренерів за версією Міжнародної федерації футбольної історії і статистики (IFFHS) і був названий найкращим футбольним тренером Росії (разом з наставником збірної Росії Гусом Хіддінком і головним тренером казанського «Рубіна» Курбаном Бердиєвим). У грудні 2008 року Діку Адвокату «за заслуги в галузі фізичної культури і спорту» присвоєно почесне звання «Заслужений тренер Росії». Дік Адвокат — почесний громадянин Санкт-Петербурга (2008).

## Титули і досягнення
- Чемпіон Нідерландів (1):

ПСВ: 1996-97
- Володар Кубка Нідерландів (1):

ПСВ: 1995-96
- Володар Суперкубка Нідерландів (3):

ПСВ: 1996, 1997, 2012
- Чемпіон Шотландії (2):

Рейнджерс: 1998-99, 1999–2000
- Володар Кубка Шотландії (2):

Рейнджерс: 1998-99, 1999–2000
- Володар Кубка шотландської ліги (1):

Рейнджерс: 1998-99
- Чемпіон Росії (1):

Зеніт: 2007
- Володар Суперкубка Росії (1):

Зеніт: 2008
- Володар Кубка УЄФА (1):

Зеніт: 2007-08
- Володар Суперкубка УЄФА (1):

Зеніт: 2008